# 帕爾默 (明尼蘇達州)
帕爾默（英語：Palmer）是位於美國明尼蘇達州沃西卡縣艾奧斯科鎮區的一個非建制地區。

## 地理
帕爾默所處的海拔為高於海平面352米（即1155英呎），而該地所採用的時區為UTC-6，即北美中部時區（CST）。同時該地設有夏令時間，為UTC-6調快一小時，即UTC-5（CDT）。